# La danza del mulino
La danza del mulino (The Miller's Dance) è il nono dei dodici romanzi dei Poldark, una serie di romanzi storici scritta da Winston Graham. Venne pubblicato nel 1982.

## Trama

### Libro primo
Febbraio, 1812.
Il motore destinato alla Wheal Leisure viene condotto via mare da Hayle fino a Nampara.
Clowance e Stephen Carrington si vedono di nascosto a Trenwith e dopo aver discusso decidono che è finalmente giunto il momento di sposarsi.
Il 5 marzo, il giorno dopo il funerale della madre, Sir George Warleggan si reca da Lady Harriet Carter e le chiede di sposarlo.
Clowance parla con il padre circa le sue intenzioni di sposarsi con Stephen e Ross accetta di incontrare e parlare con l'uomo. Dopo aver parlato con lui e con Demelza, Ross comunica alla figlia il suo permesso di sposarsi non appena avrà compiuto diciott'anni e la sua intenzione di far assumere Stephen come mugnaio presso il mulino di Wilf Jonas.
Il 25 marzo viene inaugurata la Wheal Leisure.
A Pasqua, mentre Geoffrey Charles Poldark combatte nell'assedio di Badajoz, a Nampara ha luogo il fidanzamento di Clowance con Stephen Carrington.
Il 14 aprile Jeremy e Clowance vengono invitati da Valentine Warleggan a recarsi a Truro per assistere ad uno spettacolo. Con loro si reca a teatro anche Sir George, Lady Harriet Carter e la sua amica, l'onorevole Maria Agar, Sir Unwin Trevaunance, il maggiore John Trevanion, le due sorelle Trevanion, la signorina Clemency e la signorina Cuby. Durante la serata Jeremy ha modo di parlare con Cuby dichiarandole ancora una volta il suo amore, ma la ragazza nuovamente lo respinge. Più tardi, Warleggan e il maggiore Trevanion discutono circa l'eventualità di un matrimonio combinato tra Cuby e Valentine.
Approfittando della visita di Clowance a Truro, Stephen si reca a trovare Violet Kellow, ammalata di peripneumonia putrida. Poi a Paul, il fratello di Violet, rivela la sua intenzione di acquistare una lancia di salvataggio messa in vendita a Penzance.
Demelza informa Ross di essere di nuovo incinta.
Per distogliere la mente da Cuby, Jeremy riprende a recarsi a Hayle alla fonderia Harvey per proseguire i suoi lavori su di una carrozza alimentata a vapore. Lì vi trova l'inventore Richard Trevithick, il quale lo avvisa che la caldaia che intende utilizzare non va bene per il progetto di una carrozza a vapore.
Dopo essersi fatto prestare dei soldi da Clowance, Stephen si reca con Paul Kellow a Penzance ad acquistare la lancia di salvataggio senza dare più notizie di sé per diversi giorni. Dopo aver acquistato la lancia, i due si recano a Plymouth per rivenderla e qui vengono coinvolti in una rissa con alcuni marinai che cercamo di arruolarli forzatamente in marina. Tornati a casa, i due si recano dal dottor Enys a farsi medicare le ferite riportate.
George Warleggan e Harriet Carter si sposano il primo maggio 1812 nella chiesa di Breage, vicino a Helston. 
Circa una settimana dopo, Paul Kellow chiede a Jeremy se suo padre sarebbe disposto a prestare cinquecento sterline a suo padre, Charlie Kellow, il quale è oberato dai debiti. Il ragazzo comunica all'amico che informerà il padre della cosa ed è quello che fa una volta tornato a casa. Poi Jeremy comunica ai genitori la sua intenzione di andare a combattere in guerra, ma Ross riesce a convincerlo a prendersi del tempo per ponderare bene sulla cosa. Tempo dopo, il signor Kellow ottiene da Ross un prestito di cinquecento sterline per due anni, senza interessi. 
L'11 maggio, mentre si recano alla Camera dei Comuni per tenere un discorso sui disordini industriali al Nord, il primo ministro Spencer Perceval viene assassinato da un banchiere di Liverpool caduto in rovina a causa della recessione.
Jeremy, Paul e Stephen si ritrovano in una locanda e discutono della notizia della morte di un marinario, ferito a morte da Stephen a Plymouth. Poi, dopo che Paul ha detto agli amici di aver notato che la Banca di Devon & Cornovaglia fa trasportare soldi via carrozza, Stephen inizia a pensare che non sarebbe una cattiva idea assaltare la carrozza per derubare il denaro.

### Libro secondo
In seguito all'assassinio di Perceval, il principe reggente affida a Lord Liverpool l'incarico di formare un nuovo governo. Sfiduciato dalla Camera dei Comuni, l'uomo rassegna presto le sue dimissioni costringendo così il principe reggente a convocare prima Lord Wellesley e poi Lord Moira. Avendo entrambi fallito l'incarico di costituire un governo, il principe si vede costretto a dare di nuovo l'incarico a Lord Liverpool.
Nel frattempo, Napoleone invade la Russia e gli Stati Uniti dichiarano guerra all'Inghilterra. 
Il 23 maggio, dopo aver ricevuto una lettera da parte di George Canning, Ross fa ritorno a Londra.
Mentre sono a calvacare insieme, Clowance e Stephen hanno una discussione circa il fatto che lui tutti i venerdì voglia recarsi a far visita a Violet piuttosto che passare del tempo con la sua ragazza. Quando poi il venerdì seguente Stephen si reca da lei, Violet lo convince a fare l'amore con lei.
A fine luglio Valentine Warleggan si autoinvita a cena a Nampara e Demelza, vista l'assenza di Ross, si ritrova da sola a dover organizzare tutto. Durante la cena, alla quale sono presenti anche il dottor Enys e Caroline, irrompe nella casa Paul Kellow pregando il dottore di seguirlo perché Violet sta molto male. Anche Stephen si reca al capezzale della povera ragazza, che muore poche ore più tardi.
Il 10 agosto Horrie Treneglos, Jeremy Poldark, Stephen Carrington e Ben Carter si riuniscono per discutere di nuovi investimenti per mandare avanti la Wheal Grace che fin'ora non ha ancora dato risultati soddisfacenti.
Ross torna a casa via mare e si ferma a Flushing a fare visita alla cugina Verity. Da lei apprende che suo nipote Andrew è amico di Valentine Warleggan e che è pieno di debiti. Tempo dopo, ad una cena con Dwight e Caroline Enys, Ross ribadisce la sua convinzione di non volersi ricandidare alle prossime elezioni seppur ammette di farlo un po' a malincuore.
A fine settembre hanno luogo le corse dei cavalli a Truro. Nel corso di quella giornata hanno luogo alcuni eventi: Jeremy si riavvicina a Cuby e, nel corso di una passeggiata nel bosco, i due si baciano; Clowance presenta a Stephen suo cugino Andrew Blamey, il quale inizialmente crede di riconoscere in lui l'uomo coinvolto nella rissa nella taverna di Plymouth; Ross tenta di acquistare all'asta un cavallo che però viene alla fine comprato da George Warleggan; Ross incontra Lord Falmouth e con lui discute brevemente di politica. Sulla strada di ritorno Clowance e Stephen discutono sul fatto che Stephen avrebbe dovuto dire la verità ad Andrew invece di fingere di non esser mai stato a Plymouth. A Nampara, Demelza convince Ross a ricandidarsi alle elezioni.
Alle elezioni di ottobre per il distretto di Truro il capitano Ross Poldark viene rieletto insieme al colonnello Charles Lemon.
In quello stesso giorno, 9 ottobre, Ben Carter, mentre sta esplorando la Wheal Leisure, scopre delle vecchie gallerie e corre a Nampara per comunicare la notizia a Ross. Lì vi trova solamente Clowance la quale lo costringe a condurla nelle profondità della miniera dove rinvengono, tra le altre cose, un'antica moneta di bronzo risalente all'epoca romana. Usciti dalla miniera i due trovano Stephen Carrington visibilmente furioso per l'appuntamento saltato che aveva con Clowance. Ben e Stephen poi iniziamo ad azzuffarsi ed è solo grazie all'intervento di Paul Daniel e Harry Martin che i due smettono.
Come conseguenza di quanto accaduto Clowance rompe il suo fidanzamento con Stephen e Ben Carter da le dimissioni da capitano di miniera della Wheal Leisure.
Alcuni giorni dopo Stephen si avvicina a Ross di ritorno da una visita serale a Killewarren con l'intenzione di restituirgli l'uso della guardiola dove vive. Tuttavia Ross gli concede il permesso di restare nella guardiola per altri tre mesi a patto però che egli non tenti di incontrarsi con Clowance e la lasci libera di vivere la vita come meglio crede e di prendere le decisioni che vuole.

### Libro terzo
A fine novembre, mentre si trova nella bottega di Rosina Carne, Clowance viene avvicinata da Stephen il quale le comunica la sua intenzione di tornare a navigare con l'anno nuovo.
Una settimana più tardi, Clowance, ancora turbata dall'incontro con Stephen, parte per Flushing come desiderato da Demelza che non vuole avere i figli per casa al momento del parto.
Le condizioni di salute di Demelza, che da tempo ha febbre e svenimenti, preoccupano sempre di più Ross che teme la moglie possa morire di parto come successo ad Elizabeth. Dwight fa di tutto per convincere l'amico che non c'è nulla di cui preoccuparsi.
Una sera, a casa dei Blamey, Clowance incontra Valentine Warleggan, il quale la invita ad una festa a Cardew che suo padre intende dare per celebrare la disfatta di Napoleone in Russia. Alla festa la ragazza si ritrova a ballare più volte con il giovane Tom Guildford, nipote di Lord Devoran. Sul finire della festa Clowance viene raggiunta da una lettera di suo padre che la informa che Demelza ha partorito un bambino. In preda alla felicità la ragazza si fa baciare da Guildford.
Su desiderio di Demelza, Jeremy si reca a Hayle a stare qualche giorno dagli Harvey per potersi così dedicare alla realizzazione della sua carrozza a vapore. Informato della notizia della nascita del fratellino parte subito per tornare a Nampara e lungo il viaggio si ferma a Truro per acquistare un pensiero per la madre. Qui, mentre si trova a mangiare alla Blight’s Coffee House, viene avvicinato da Conan Whitworth, il quale lo informa della festa tenutasi giorni prima a Cardew e del fatto che Cuby stia per sposare Valentine Warleggan.
La vigilia di Natale viene battezzato il piccolo Henry Vennor Poldark e durante le festività Tom Guildford inizia a frequentarsi con Clowance.
Mentre si trovano nella solita taverna che frequentano, Paul fa leggere a Jeremy e Stephen un articolo di giornale che parla del furto dei soldi che la Banca Messrs Coutts stava inviando sua filiale di Brighton tramite una carrozza. Mentre discutono su come sia stato possibile effettuare tale furto, Jeremy escogita un piano per derubare la carrozza postale Self-Defence dei soldi della banca dei Warleggan che trasporta da Plymouth a Falmouth. 
Il 25 gennaio i tre giovani - sotto false identità - salgono a bordo della carrozza e durante il viaggio riescono a portare a compimento la rapina.
Il giorno seguente, mentre fanno una passeggiata in spiaggia con le figlie, Ross e Demelza ricordano alcuni eventi del loro passato, poi Ross giunge alla conclusione di essere soddisfatto per la piega presa dalla vita sua e della sua famiglia. Jeremy li raggiunge poco dopo e Demelza gli fa leggere una lettera di Geoffrey Charles nella quale annuncia di essersi sposato con Amadora, figlia del signor de Bertendona, di Ciudad Rodrigo presso il quale il giovane soldato soggiornava. Mentre fanno ritorno a casa per pranzare, la famiglia Poldark è lieta della notizia e non vede l'ora che i due novelli sposi vengano a vivere a Trenwith.

## Edizioni
Tutte le edizioni italiane usano la traduzione di Maura Parolini e Matteo Curtoni. 
- 2020 - Sonzogno
- 2021 - Marsilio Editori (collana "Universale economica Feltrinelli")